# Joxean Artze
Joxan Artze Agirre (Usurbil, 6 d'abril de 1939-Usurbil, 12 de gener de 2018) fou un escriptor i músic txalapartari basc, que va formar part d'Ez Dok Amairu. Fou una figura central de la literatura basca i és conegut, entre moltes altres obres, per ser l'autor del poema Txoria txori.

## Biografia
El 1966 va crear amb Mikel Laboa, Xabier Lete, Benito Lertxundi i Lourdes Iriondo el grup Ez Dok Amairu per protegir la cultura basca. Va escriure les lletres de famoses cançons de Mikel Laboa com ara Gure bazterrak o Txoria txori. En els anys 70 va imaginar amb el seu germà Jesús i Laboa l'espectacle multimèdia Ikimilikiliklik que està compost de sons de poemes i d'imatges. És també, com son germà, un reconegut músic de txalaparta.

## Obres

### Poesia
- Isturitzetik Tolosan barru (Egilea editore, 1969)
- Laino guztien azpitik, José Luis Zumetaren laguntzarekin. (Egilea editore, 1973)
- Eta sasi guztien gainetik, José Luis Zumetaren laguntzarekin. (Egilea editore, 1973)
- Gaur egun arrautza azkurekin esnatu naiz”, (Batano editore, 1976)
- Bide bazterrean hi eta ni kantari (Egilea editore, 1979)
- Ortzia lorez, lurra izarrez (Elkar, 1987)
- Gizon handia da mundua, eta mundu ttikia gizona (Elkar, 1988)
- Mundua gizonarentzat eginda da, baina ez gizona munduarentzat (Zubi-Zurubi, 1998)
- XX. mendeko poesia kaierak - Joxean Artze (Susa, 2000): Koldo Izagirreren edizioa
- Oihana auhenka (Jazzle, 2001): Disko liburu kolektiboa
- Bizitzaren atea dukegu heriotza (Elkar, 2013).
- Heriotzaren ataria dugu bizitza (Elkar, 2013).

### Discografia (com a intèrpret)
- ARZA ANAIAK: Txalaparta (Disco de 7", 1968, Herri Gogoa-Edigsa)
- HARZABAL: Harzabal (LP, 1968, Columbia)
- ARZA ANAIAK: Txalaparta ‘75 iraila (LP, 1975, Cramps records)
- AREA International POPular group: Maledetti (maudits) (LP - CASSETTE, 1976, Cramps records)
- A. GONZALEZ ACILU: Arrano beltza (LP, 1977, Movieplay)
- VARIOS AUTORES: Bai Euskarari jaialdia (LP - CASSETTE doble, 1978)
- J.A. ARTZE HARTZABAL: Amodiozko baratzetan (LP - CASSETTE, Ots - A.Egaña)
- J.A. ARTZE HARTZABAL: Lizardi (LP - CASSETTE, Ots - A.Egaña)
- J.A. ARTZE HARTZABAL: Pedro Maria Otaño (LP - CASSETTE 1980, Ots - A.Egaña)
- J.A. ARTZE: Gizon haundia da mundua, eta mundu ttikia gizona (LP - CASSETTE, 1988, Elkar)
- BEÑAT ACHIARY: Arranoa (CD, 1988, Ocora-Radio France, Paris)
- AREA International POPular group: Maledetti (maudits) (CD reedición, 1994, Cramps records)
- J.A. ARTZE: Gizon haundia da mundua, eta mundu ttikia gizona (CD reedición, 1995, Elkar)
- DD.AA.: Belarritik Bihotzera: pasarte aukeratuak. (CD doble, 1996, Bibli Elkarte Batuak)
- JOSANTON ARTZE: Mundua gizonarentzat egina da, baina ez gizona munduarentzat (CD, 1998, Eneixe)
- MADDI OIHENART: Lürralde zilarra (CD, 1998, Agorila)
- JEAN SCHWARZ: Goñi'ko Zalduna (CD doble, 1998, Celia records)
- JEAN SCHWARZ: Dilin dalan (CD, 2000, Celia records, Frantzia)
- AREA International POPular group: Maledetti (maudits) (LP - CD reedición, 2000, Akarma)
- ARTZE, AXIARI, ETXEKOPAR, LÊ QUAN, LE PIEZ, BIKONDOA, ARTZE, GOROSTERAZU, BARBOFF: Oihana Ahuenka (CD, 2001, Jazzle)
- OIHENART, AROTZE, ETXEKOPAR, VISSLER: Arbaila (CD, 2002, Kultulan diskak)
- BITORIANO GANDIAGA: Elorri loratua (CD doble, 2003, Keinu)
- LUIS DE PABLO: Zurezko olerkia (CD, 2003, Iberautor Promociones Culturales)
- D.AA.: Oteiza Jorgeri (CD, 2004, Pamiela)
- D.AA.:  Pais Basque kantuketan (CD doble, 2003, Ocora-Radio France)
- AXIARI, LOPEZ, EZKURRA: Avril (CD, 2007, Langon)
- HARZABAL: Harzabal (CD reedición, 2007, Pamiela phonogauzak)
- ARZA ANAIAK: Txalaparta ‘75 iraila (CD reedición, 2007, Strange days records)
- AREA International POPular group: Maledetti (maudits) (CD reedición, 2007, Strange days records)
- JUAN MARI BELTRAN: Txalaparta (CD, 2009, NO-CD records)
- AREA International POPular group: Maledetti (maudits) (LP reedición, 2014, Cramps records - Sony Music)